# متتابعات مطردة
المتتابعات المطردة Monotone Sequences

## تعريف (1)
نفترض (x = (xn متتابعة من مجموعة الأعداد الحقيقية.
نقول عن x أنها تزايدية increasing إذا حققت المتباينة
.....<x1 ≤ x2 ≤..... ≤ xn ≤ xn+1
(....,1,2,3,4), (....,1,2,2,3,3,3), (.....,a,a2,a3,a4)

نقول عن x أنها تناقصية decreasing إذا حققت المتباينة
..... x1 ≥ x2 ≥ ....xn ≥ xn+1
نقول عن x أنها مطردة monotone إذا كانت إما تزايدية أو تناقصية
- المتتابعات التالية تزايدية:

(a,a2,a3,....... ,an,....) إذا كانت a > 1
- المتتابعات التالية تناقصية:

(...,1,1/2,1/3), (....,1,1/22,1/23,1/24)
(....,b,b2,b3,......,bn) إذا كانت 1 > o < b
- المتتابعات التالية غير مطردة:

(....,3+,2-,1+), (....,1+,-1-,1+)
- المتتابعات التالية ليست مطردة تماماً لكنها «بوجه عام» مطردة:

(.....,7,6,2,1,2,3,4), (.....,2,0,1,1/2,1/3).

## نظرية الإطراد التقاربي:
المتتابعة المطردة من الأعداد الحقيقية تقاربية إذا وفقط إذا كانت محدودة بالإضافة لوجود ملاحظتين:
إذا كان (X=(xn متتابعة تزايدية محدودة، إذاً:
{ lim(xn)=sup xn :nϵN }
إذا كان (Y=(yn متتابعة تناقصية محدودة، إذاً:
{ lim(yn)=inf {yn:nϵN }

### الإثبات
من نظرية  (2.2.3) فإن المتتابعة التقاربية يجب أن تكون محدودة.
وعلى العكس نفرض أن X متتابعة مطردة محدودة، أيضاً X إما تزايدية أو تناقصية:
(أ) نتعامل أولاً مع الحالة الأولى حيث (X=(xn متتابعة تزايدية ومحدودة.
في حال أن X محدودة، يوجد عدد حقيقي M بحيث أن xn ≤ M بالنسبة لكل n ϵ N .

وفقاً لخاصية التمام (6.3.2) لـ:
{ sup x* =sup⁡ xn :nϵN } موجودة في R
ونحن سوف نبرهن أن (x* = lim⁡(xn
إذا كان ε>0 معطى و x*- ε ليست حد علوي من المجموعة { xn : n ϵ N } وبالتالي يوجد xk بحيث أن x*- ε < xk تحقق أن X متتابعة تزايدية، يعني أن xk ≤ xn كلما n ≥ K .
كذلك x*-ε < xk ≤ xn ≤ x*< x*+ ε بالنسبة لكل n ≥ K .
ولذلك لدينا: xn- x*│ < ε │ بالنسبة لكل n ≥ K .

بما أن ε >0 عشوائي، نستنتج أن (xn) تقاربية لــ *x .

(ب) إذا كان Y=(yn) متتابعة تناقصية محدودة، فمن الواضح أن (X := -Y =(-yn متتابعة تزايدية محدودة.
وقد تبين في (أ) أن lim X = sup -yn } : n ϵ N }
الآن lim X = -limY وأيضاً في تمرين  (4.4.2)

 
(ب) لدينا: { sup –yn:n ϵ N } = { inf yn : n ϵ N }– إذاً { limY=-limX=infyn:n ϵ N }
نظرية الإطراد التقاربي تبرهن وجود نهاية من المتتابعة المطردة المحدودة.

أيضاً يعطينا وسيلة لحساب نهاية المتتابعة المقدمة، ويمكننا تقييم أصغر حد علوي (supremum) في الحالة (أ)، أو أكبر حد سفلي (infimum) في الحالة (ب).

أحياناً من الصعب تقييم أصغر حد علوي أو أكبر حد سفلي، لكن بمجرد أن نعرف أنه موجود غالباً ما يكون من الممكن تقييم النهاية عن طريق وسائل أخرى.

### مثال (1)
Lim(1/√n)=0
من الممكن التعامل مع هذه المتتابعة باستخدام نظرية  (10.2.3) سنستخدم نظرية رتيبة التقارب.
بوضوح الصفر هو الأدنى للمجموعة{ l/n ϵ N } وليس من الصعب تبين أن الصفر هو أكبر حد سفلي من المجموعة{ l/n ϵ N } 
إذا Lim(1/√n)=0
من ناحيه آخرى نحن نعلم ان (l/x = l/√n) محدودة ومتناقصة ونعلم أنها تتقارب إلى عدد حقيقي x
وبما أن (l/x = l/√n) تتقارب إلى x يترتب من نظرية  (3.2.3) أن X × X = 1/n تتقارب 
إلى x2 ومن ثم x2 = 0 من حيث x = 0
ب)نفرض أن hn = 1+1/2+1/3+.....+1/n
إذا hn = hn+1/(n+1) > hn
ونحن نرى أن (hn) متتابعة تزايدية.
وبإستخدام رتيبة التقارب نظرية  (2.3.3)
محاولات لاستخدام الحسابات العددية المباشرة للتوصل إلى التخمين بشأن المحدودية ممكن من المتتابعة (hn) يؤدي إلى نتيجه غير حاسمه.
وتشغيل الكمبيوتر يكشف عن القيم التقريبيه hn≈ 11.4 من n = 50,000 و hn ≈ 12.1 من n = 100,000 .
مثل هذه الحقائق العددية قد يؤدي المراقب العادي أن نستنتج أن المتتابعة محدوده إلا أن المتتابعة هي في الواقع متباينة انشئت من قبل
H2n = 1+1/2+(1/3+1/4)+....+(1/2n-1+1+....+1/2n)
1+1/2+(1/4+1/4)+....+(1/2n+....+1/2n) >
= 1+1/2+1/2+....+1/2
= 1+n/2

إذا (hn) غير محدودة نظرية  (2.2.3) تعني أنها تباعدية.

### مثال (2)
(أ) نفرض أن (Y=(yn يمكن تعريفها من قِبل (y1≔1 , yn+1≔14(2yn+3 بالنسبة لـ n ≥1
ونحن سوف نبرهن أن lim Y= 32
بالحساب المباشر يظهر أن y2= 54 وبالتالي لدينا:
y1 < y2 <2
و تبين لنا من خلال الإستقراء الرياضي (induction) أن yn <2 بالنسبة لكل n ϵ N , وهذا صحيح بالنسبة لـ n=1,2
إذاً yk <2 يُحمل لبعض k ϵ N , إذاً:
yk+1= 14(2yk+3)< 14(4+3)= 74 <2
و هكذا yk+1 <2 ,
إذاً: yn <2 بالنسبة لكل n ϵ N .
و تبين لنا الآن من الإستقراء الرياضي أن yn <yn+1 بالنسبة لكل n ϵ N .
و قد تم التحقق من صحة ذلك بالنسبة لـ n=1 .
لنفرض الآن أن yk <yk+1 بالنسبة لبعض K ; أيضاً
2yk+3 <2yk+1+3 حيث أنها تتبع ذلك
yk+1= 14(2yk+3)< 14(2yk+1+3)= yk+2
و بالتالي yk <yk+1 يعني أن yk+1 <yk+2
إذاً yn <yn+1 بالنسبة لكل n ϵ N .
لقد بينا أن المتتابعة (Y=(yn تزايدية ومحدودة من قِبل 2 , ويترتب على ذلك حسب نظرية الإطراد التقاربي أن Y تتقارب من النهاية 2 .

و في هذه الحالة ليس من السهل تحديد نهاية (yn) بواسطة حساب { sup { yn:n ϵ N.

ولكن هنالك طريقة أخرى لتحديد النهاية لها:
بما أن (yn+1= 14(2yn+3 بالنسبة لكل n ϵ N ,
الحد النوني في ذيل المتتابعة الأول Y1 من Y له علاقة جبرية بسيطة للحد النوني من Y.
بما أن في النظرية  (9.1.3) لدينا: y := lim Y1=limY فيترتب على ذلك من نظرية  (3.2.3) (لماذا) ؟
أن (y= 14(2y+3
و من ذلك نستنتج أن y= 32 .
- حساب الجذور التربيعية:

نحن الآن سنعطي تطبيق للمتتابعة المطردة نظرية لحساب الجذور التربيعية للعدد الموجب.

### مثال (3)
لتكن a ˃ 0 , سوف نقوم ببناء متتابعة (Ѕn) من الأرقام الحقيقية التي تتقارب لـ a

لنفرض s1 >0 يكون تعسفياً ونحدد (sn+1 := 12(sn+asn) لكل n ϵ N , ويتبين لنا أن المتتابعة (Sn) تتقارب لـ a .
تبين لنا sn2 ≥a لكل n ≥ 2 , منذ Sn تعتبر معادله من الدرجة الثانية
sn2-2sn+1sn+a=0 هذه المعادلة لها جذر حقيقي.وبالتالي بالتمايز 4sn+12-4a يجب أن يكون غير سالب، وهذا هو sn+12 ≥a لكلn ≥ 1 .
ونرى أن (Sn) يتناقص في نهاية المطاف، نلاحظ أن n ≥ 2 لدينا:
sn-sn+1= sn-12(sn+asn)= 12 . (sn2-a)sn ≥0
من هنا sn+1 ≤ sn لكل n ≥ 2 , ومن هذا تعني نظرية المتتابعة المطردة (s:= lim(Sn
موجود. 

بالإضافة إلى نظرية  (3.2.3) الحد s يعوض بالعلاقة: (s= 12(s+as
حيث أنها تتبع s = a/s أو s2=a حيث s= a.
لغرض الحساب، غالبا ما يكون من المهم أن يكون هناك تقدير لمدى سرعة المتتابعة (Sn) تتقارب لـ a . وعلى هذا النحو، لدينا a ≤ sn لكل n ≥ 2 , حيث أنها تتبع asn ≤ a ≤sn وبالتالي لدينا:
0 ≤ sn-a ≤ sn-asn=(sn2-a)sn
لكل n ≥ 2 .
باستخدام هذا التباين يمكننا حساب a لأي درجة مطلوبة.

## عدد أويلر
نستنتج من خلال هذا القسم مقدمة تسلسل التي يتقاطع إلى أحد الأرقام الأكثر أهمية «متسام» في الرياضيات، والثانية من حيث الأهمية فقط لــ

### مثال (4)
لتكن en := (1+1/n)n لكل n ϵ N . 

ولنعرض الآن أن المتتابعة (E=(en محدوده وتزايديه؛ وبالتالي فمن التقارب.

الحد من هذه التتابع هو المشهور عدد اويلرe , الذي قيمته التقريبية 2.718281828459045 التي تؤخذ على أنها قاعدة لوغاريتم «الطبيعية».
إذا ما طبقنا نظرية ذات الحدين، لدينا:

en=(1+1/n)n=1+n/1.1/n+n(n-1)/2!.1/n2+n(n-1)(n-2)/3!.1/n3+....+n(n-1)...2.1/n!.1/nn

إذا كان لنا أن تقسيم صلاحيات n في المصطلحات في بسط للمعاملات 
ذات الحدين، نحصل على:
(en=1+1+1/2!(1-1/n)+1/3!(1-1/n)(1-2/n)+………+1/n!(1-1/n)(1-2/n)………(1-n-1/n
لاحظ أن التعبير عن en يحتوي على n+1 الشروط، في حين انه لــ en+1 يحتوي على n+2 الشروط،

بالإضافة، كل فصل يظهر في en أقل من أو مساوي للفترة المقابلة في en+1 و en+1 لديه فترة موجبة أكثر. ولذلك لدينا:
>....>e1 < e2 ≥ ذلك أن E فترة تتزايد.
لإظهار أن شروط E ومحدودة، نلاحظ انه إذا p = 1,2,…n ثم 1>(l-p/n) بالإضافة !2p-1 ≤ p وهكذا 1/2p! ≤ 1/2p-1 

من ثم في حال n ˃ 1 , إذاً لدينا
1-en<1+1+1/2+1/22+....+1/2n>

نستنتج من نظرية الإطراد التقاربي أن المتتابعة E تقترب إلى العدد الحقيقي الذي هو بين 2 و 3. نحدد عدد e ليكون الحد من هذه المتتابعة.

من خلال تعديل تقديراتنا يمكن أن نجد تقريبية أقرب عقلانية لــe , ولكن لا يمكننا تقييم ذلك بالضبط، منذ أن e هو عدد غير عقلاني. ومع ذلك، فمن الممكن لحساب e لأكبر عدد من المنازل العشرية كما تريد. ينبغي للقارى استخدام الآلة الحاسبة (أو الكمبيوتر) لتقييم e القيم الكبيرة لـn .